# Jean Tricoche
Jean Tricoche est un général et homme politique français né le 9 janvier 1824 à Châteauroux (Indre) et décédé le 27 mai 1900 à Genève (Suisse).

## Biographie
Jean Tricoche est le fils d'un commissionnaire de roulage, chef d'une entreprise de transport de marchandise. Entré à l'école Polytechnique en 1843, il entre dans l'école d'application de Metz dont il sort en 1847 avec le grade de lieutenant. Il participe en 1849 à l'expédition française à Rome où il est blessé grièvement lors du siège de Rome. Il devient en 1854, adjoint à la direction de l'artillerie de Constantine pendant une année et participe ensuite à la guerre de Crimée lors du siège de Sébastopol entre mai et avril 1855 où il obtient la médaille de Crimée du Royaume-Uni.
Pendant la guerre franco-allemande de 1870, il est nommé lieutenant-colonel en novembre puis est interné en Suisse en février 1871. Il devient ensuite général de brigade en 1880 et directeur d'artillerie l'année suivante. Il est fait général de division en août 1883 et prend sa retraite en 1889. Il se présente alors pour la première fois aux législatives en Charente mais est battu par Gustave Cuneo d'Ornano. Après l'invalidation de l'élection d'Ernest Picot qui avait battu Jules Ferry dans les Vosges, Tricoche est appelé par ce dernier pour le remplacer. Tricoche ne cite alors pas son nom durant sa campagne mais se proclame républicain et pour la patrie et la paix sociale. Il est cependant fortement attaqué par les boulangistes notamment Henri Rochefort, car il avait servi sous le Second Empire et était le geôlier des proscrits du coup d'État du 2 décembre 1851. Il est élu avec 7 079 voix contre 5 841 voix pour son adversaire. Il s'occupe surtout de questions militaires en déposant notamment une proposition de loi en 1893 sur l'organisation du haut commandement en calquant celui allemand. Il demande aussi la création d'un conseil supérieur de la guerre. En 1893, il ne se représente pas, laissant Charles Ferry gagner. Il quitte ensuite la vie politique.

## Décoration
- Grand officier de la Légion d'honneur (28 décembre 1888)
- Commandeur de la Légion d'honneur (29 décembre 1882)
- Officier de la Légion d'honneur (31 juillet 1867)
- Chevalier de la Légion d'honneur (2 janvier 1852)
- Officier de l'Instruction publique (14 juillet 1882)
- Médaille de Crimée
- Grand officier de l'ordre de la Couronne de Roumanie (17 janvier 1883)